# أكولن (أسطورة)
أكُّولِن (بالإنجليزية: Accolon)‏ هو عشيق الليدي مورغان لوفاي Morgan le Fay. ظهر أول مرة في كتاب موسع عن الساحر مرلين. يستغل مالوري (مبدع سيرة آرثر) هذه القصة. تسرق الليدي السيف إكسكاليبر Excalibur وتعطيه لأكولين، وتضع مكانه شبيها له ولكنه غير سحري. يشعر أرثر بالخديعة ويستعيد السيف ويهزم أكولين في المعركة.